# Édouard Gregoir
Édouard Gregoir (né Eduardus Georgius Jacobus à Turnhout le 7 novembre 1822 et mort à Anvers le 26 juin 1890) est un pianiste, musicographe, compositeur en pédagogue belge. Il est le frère cadet de Joseph Gregoir.

## Biographie
Il étudie en Allemagne à Biebrich, vers 1837, puis séjourne à Londres et entreprend une tournée avec les sœurs Maria et Teresa Milanollo. Il parfait ensuite sa formation musicale, publie une méthode de chant à l'usage des écoles et se lance dans la composition.
Il est surtout connu pour ses biographies de musiciens belges et ses études sur l'histoire de la musique dans les Pays-Bas autrichiens.

## Principales compositions
- La Vie (drame musical en deux parties)
- De Belgen in 1848 (drame avec ouverture)
- Willem Beukels (opéra)
- Te Deum
- Les Croisades, symphonie historique
- Le Déluge (oratorio)

## Principales publications
- Essai historique sur la musique et les musiciens dans les Pays-Bas, Bruxelles-Mayence-Londres-Anvers, Schott ; La Haye, Belinfante, 1861.
- Galerie biographique des artistes-musiciens belges du XVIIIe et du XIXe siècle, Bruxelles-Anvers, Schott frères, 1862.
- Notice sur l'origine du célèbre compositeur Louis van Beethoven, Anvers, 1863, lire en ligne sur Gallica
- Biographie des artistes-musiciens néerlandais des XVIIIe et XIXe siècles et des artistes étrangers résidant ou ayant résidé en Néerlande à la même époque, Bruxelles-Paris, Schott frères, 1864.
- Histoire de la facture et des facteurs d'orgue, Anvers, 1865.
- Recherches historiques concertant les journaux de musique depuis les temps les plus reculés jusqu'à nos jours, Anvers, 1872, lire en ligne sur Gallica
- Panthéon musical populaire, Bruxelles-Paris-Mayence-Londres, Schott frères ; Anvers, Rummel, 1876-1877, 6 vol.